# Rocha Fútbol Club
Il Rocha Fútbol Club, noto semplicemente come Rocha, è una società calcistica di Rocha, nel dipartimento omonimo, in Uruguay.
È nato piuttosto recentemente, nel 1999, dalla fusione di 40 club amatoriali militanti nelle ligas del dipartimento di Rocha, desiderosi di creare un club professionistico che potesse giocare nei campionati organizzati dall'AUF.
I risultati sono stati incoraggianti. Nel 2003 il Rocha ha vinto il campionato di Apertura della Segunda División, conquistando, al termine della stagione, la promozione in Primera División e risultando la prima squadra dell'Interior (com'è chiamata la parte dell'Uruguay al di fuori del dipartimento di Montevideo) a vincere un titolo messo in palio dall'AUF.
Già al secondo anno di militanza nella massima serie, nel 2005, i celestes hanno conquistato una storica vittoria, aggiudicandosi il campionato di Apertura e qualificandosi per la finalissima per il titolo contro il Nacional (poi vinta da quest'ultimo), nonché per la Coppa Libertadores 2006.
È stata la prima volta che uno dei campionati uruguayani è stato vinto da una squadra non di Montevideo.
Al termine della stagione 2006-07 il Rocha è tuttavia retrocesso in seconda divisione.

## Palmarès

### Competizioni nazionali
- Campionato di Apertura di Primera División Uruguaya: 1

2005
- Campionato di Apertura di Segunda División Uruguaya: 1

2003
- Primera División Amateur de Uruguay: 1

2019

### Altri piazzamenti
- Primera División Amateur de Uruguay:

Terzo posto: 2018